# نیک مانکوسو

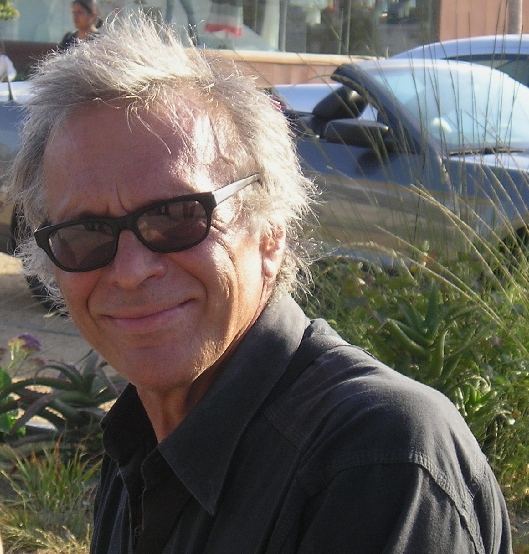

نیک مانکوسو (انگلیسی: Nick Mancuso؛ زادهٔ ۱۹۴۸) یک هنرپیشه اهل کانادا است.
از فیلم‌ها یا برنامه‌های تلویزیونی که وی در آن نقش داشته است می‌توان به آتش تند، در میکس و رگه معدن اشاره کرد.